# 卡因班博
卡因班博（英語：Caimbambo）是個位於安哥拉西部的城鎮，由本吉拉省負責管轄，北鄰本吉拉。
1921年9月1日，该镇成立。面積3,285平方公里，2006年人口48,424，人口密度每平方公里15人。